# 乙酰乙酰辅酶A
乙酰乙酰辅酶A（英語：Acetoacetyl CoA）是甲羟戊酸途径中合成β-羟基-β-甲戊二酸单酰辅酶A（HMG-CoA）的前体，是胆固醇合成的必要物质，在肝臟中的酮体合成里也有一定作用。在组织中的酮体分解途径中，它的合成与分解则与HMG-CoA无关。
它由硫解酶合成两分子乙酰辅酶A而来，再由β-羟-β-甲戊二酸单酰辅酶A合酶与一分子乙酰辅酶A合成HMG-CoA。而在亮氨酸的代谢过程中，上述反应按相反方向进行。

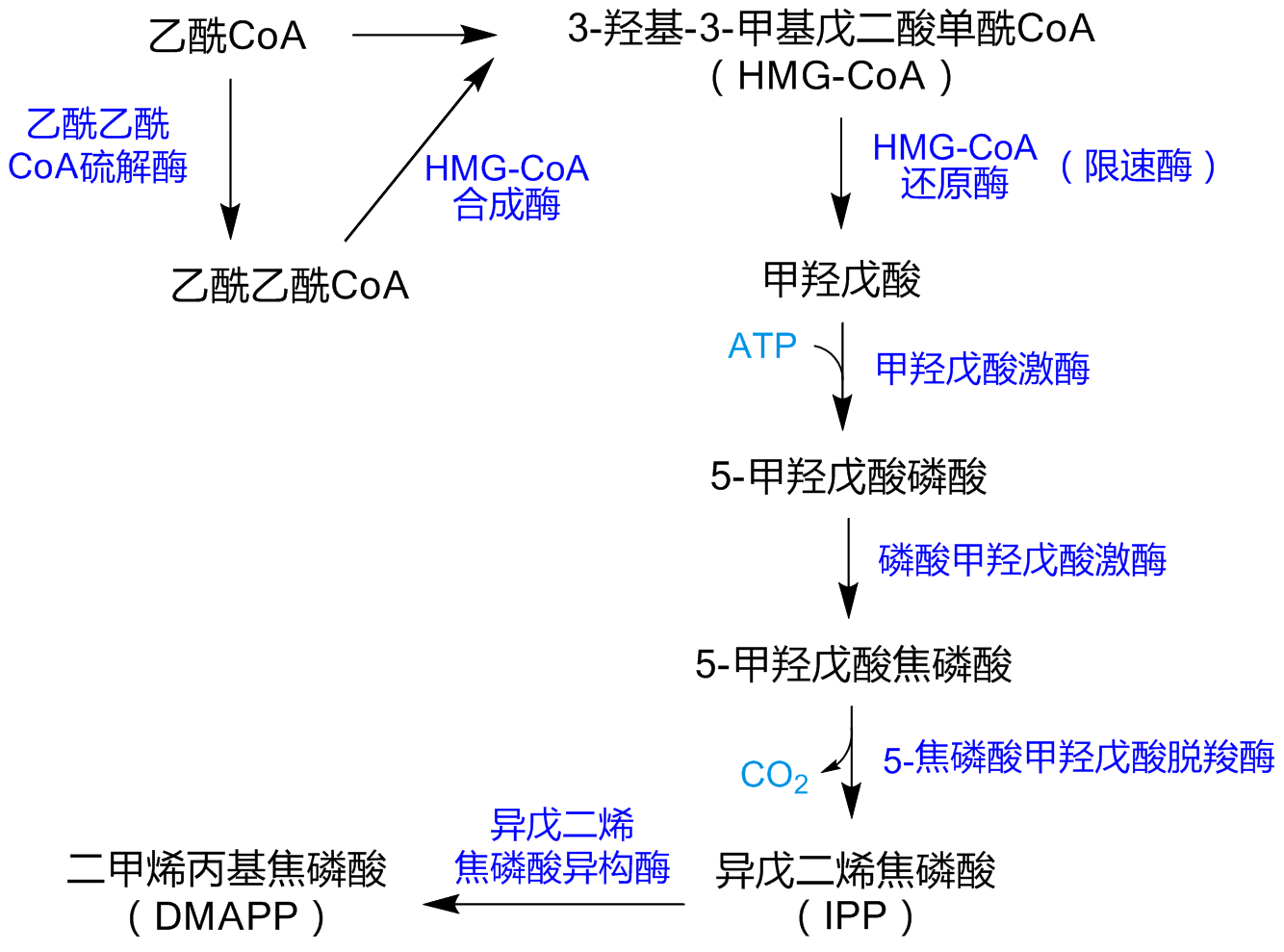
甲羟戊酸途径